# Взрывы в пабах Гилфорда
Взрывы в пабах Гилфорда (англ. Guildford pub bombings) прогремели вечером 5 октября 1974 года. Организатором взрывов выступила Временная Ирландская республиканская армия, взорвавшая две шестифунтовые гелигнитовые бомбы в двух барах в Гилфорде (к юго-западу от Лондона). Мишени были выбраны неслучайно: посетителями этих пабов были военные Британской армии. В результате взрыва погибли 5 человек (из них 4 солдата), 65 были ранены.

## Взрывы
В 20:30 в пабе Horse and Groom прогремел первый взрыв. Погиб 22-летний штукатур Пол Крэйг, два солдата Шотландской гвардии и две женщины из Женского королевского армейского корпуса. Спустя полчаса прогремел второй взрыв в пабе Seven Stars, однако оттуда были уже все эвакуированы.
Эти атаки стали первыми в ходе очередной кампании ячейки ИРА, которая была арестована после осады Бэлкомб-Стрит. Аналогичная бомба (с наличием шрапнели) была взорвана в Вулвиче 7 ноября 1974, когда погибли стрелок Ричард Данн и клерк Алан Хросли. Взрывы привели к тому, что в ноябре 1974 года был принят Акт о предотвращении терроризма.

## Гилфордская четвёрка
Теракт прогремел в самый разгар конфликта в Северной Ирландии. В декабре 1974 года были арестованы четыре человека, не имевшие никакого отношения к взрывам, которые стали известны как «Гилфордская четвёрка» (англ. Guildford Four). Это были Джерри Конлон, Полл Хилл, Патрик Армстронг и Кэрол Ричардсон. Конлон был в Лондоне во время взрыва, посещая сестру своей матери, Энни Магуайр. Спустя несколько дней после ареста «четвёрки» полиция схватила и саму Магуайр, и её семью, в том числе Патрика «Джузеппе» Конлона (отца Джерри). Эти люди стали называться «Магуайрской семёркой» (англ. Maguire Seven). 
«Гилфордской четвёрке» предъявили обвинения во взрывах, и полицейские насильно выбили из них показания. Те вынуждены были оговорить себя и признаться в преступлении, которого не совершали. В октябре 1975 года всех приговорили к пожизненному лишению свободы. «Магуайрская семёрка» аналогично вынуждена была сознаться в якобы изготовлении бомб и подготовке к теракту: в марте 1976 года их осудили на сроки от 4 до 14 лет. В течение 15 лет «четвёрка» пребывала в тюрьме: Джузеппе Конлон умер спустя три года после заключения. Однако после того, как полиция признала, что выбивала под пытками у всех показания и вынудила их дать ложные признания, начались пересмотры дел. В феврале 1977 года во время дела об осаде Бэлкомб-Стрит четыре члена ИРА потребовали от судей обратить внимание на «Гилфордскую четвёрку» и помиловать её, поскольку никто не был причастен ко взрывам в Вулвиче и Гилфорде. Все, кто ещё был жив из осуждённых, были оправданы.

## В массовой культуре
Сюжет фильма «Во имя отца», снятого в 1993 году, был основан именно на этих событиях. Главную роль сыграл Дэниел Дэй-Льюис.